# Генеральний штаб

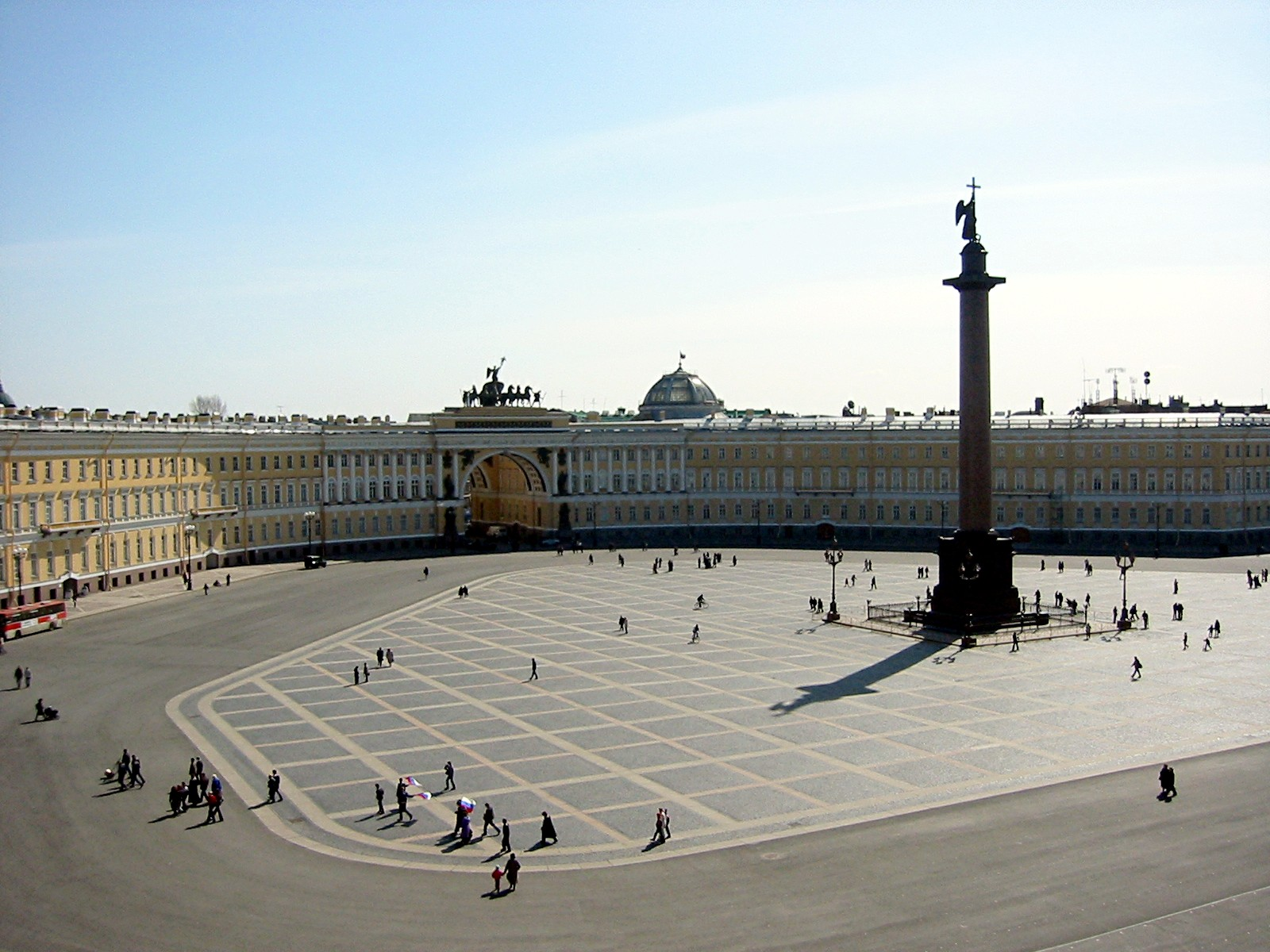
Будівля колишнього Генерального Штабу Російської імперії у Санкт-Петербурзі (Росія)

Генера́льний штаб (скор. Генштаб) — військовий термін, який позначає головний орган управління військами, але в різних арміях йому надають різне значення.
Зазвичай до Генерального штабу зараховуються чини вищих військових штабів, що призначаються в допомогу стройовим начальникам при підготовці військових операцій і керівництві їх виконання (Генеральний штаб у вузькому сенсі цього слова). У інших же арміях, наприклад, у французькій, під виразом Генеральний штаб (фр. état-major général) розуміють сукупність осіб, що займають генеральські посади, а для виконання обов'язків Генерального штабу (у вузькому сенсі цього слова) там є особливо призначені офіцери (фр. personnel du service d’état-major).
Генеральний штаб збройних сил держави є головним військовим органом з планування оборони держави.

## Історія
Фрідріх Великий перший завдався метою спеціально готувати офіцерів для служби Генштабу. У всі часи, проте, в арміях були особи, що виконували обов'язки Генштабу. В Середньовіччі чимось на зразок нинішнього начальника штабу армії був маршал.
Пізніше зразком для військового управління послужила організація, що існувала в арміях ландскнехту. У них був генерал-квартирмейстер, що керував спільно з маршалом або фельдмаршалом оглядом місцевості, доріг, розташуванням військ на квартирах і бівуаках; виконавцями його розпоряджень були полкові та ротні квартирмейстери. От чому в більшості армій до XIX сторіччя Генеральний штаб називався штабом або частиною квартирмейстера. З часом посади маршала і квартирмейстера звернулися з тимчасових в постійні.
Особливого значення Генштаб набув у Наполеонівських арміях. З початку XIX століття повсюдно приймаються заходи до забезпечення комплектування Генштабу підготовленими офіцерами.
Заснована в Берліні військова академія і запропонована система організації прусського головного штабу надалі стали за приклад для інших держав.

## Збройні сили України

Емблема Генерального штабу Збройних Сил України

У Збройних силах України Генеральний Штаб був створений після розпаду Радянського Союзу та створення Міністерства оборони України.
Генеральний штаб Збройних Сил України є головним військовим органом з планування оборони держави, управління застосуванням Збройних Сил України, координації та контролю за виконанням завдань у сфері оборони іншими утвореними відповідно до законів України військовими формуваннями, органами виконавчої влади, органами місцевого самоврядування, правоохоронними органами, Державною спеціальною службою транспорту і Державною службою спеціального зв'язку та захисту інформації України.
В особливий період Генеральний штаб є робочим органом Ставки Верховного Головнокомандувача Збройних Сил України.
Генеральний штаб у своїй діяльності керується Конституцією (254к/96-ВР) і законами України, постановами Верховної Ради України, актами Президента України, Кабінету Міністрів України, директивами і наказами Міністра оборони України, а також цим Положенням.
Указом Президента України від 18 лютого 2012 року № 128/2012 Начальником Генерального штабу — Головнокомандувачем Збройних Сил України призначено генерал-лейтенанта Заману В. М.